# Dom Nikollë Mazreku
Dom Nikollë Mazreku (pseudonim artystyczny: Nik Barcolla, ur. 28 grudnia 1912 w Zhupë, zm. 2 maja 1996 w Szkodrze) – albański pisarz i katolicki duchowny; swoje wiersze publikował w czasopismach LEKA oraz Kombona e së diellës.

## Życiorys
Ukończył szkołę podstawową i średnią w Szkodrze, następnie studiował prawo w Rzymie. W 1936 roku przyjął święcenia kapłańskie, a rok później wrócił do Albanii. Był sekretarzem delegata apostolskiego Indebranda Antoniuttiego. 11 września 1939 roku został mianowany na wikariusza parafii w Tiranie.
W latach 1942–1945 pełnił funkcję proboszcza we wsi Kryezi. W maju 1946 został aresztowany i skazany na 5 lat pozbawienia wolności; wyrok odbywał w Szkodrze. Wkrótce po uwolnieniu został internowany w Tepelenie, następnie w Lushnji. W 1955 roku ponownie został uwolniony i ponownie jako ksiądz pracował w Pulaju, Dardhë oraz w Vau i Dejës; z tej trzeciej miejscowości kierował w 1958 roku budową ołtarza mieszczącego się w Katedrze św. Szczepana w Szkodrze. Do roku 1965 ponownie był internowany w Lushnji, Çermë i Gradishtë, a po wyjściu na wolność zamieszkał ze swoją siostrą w Szkodrze. W kwietniu 1967 ponownie został aresztowany i skazany na 20 lat pozbawienia wolności; wyrok odsiadywał do 1987 roku w Burrelu.
Po przywróceniu działalności związków wyznaniowych w Albanii Mazreku, pomimo podeszłego wieku, wrócił do Vau i Dejës, gdzie pełnił funkcję proboszcza do swojej śmierci w 1996 roku.

## Wybrana twórczość[1]
- Skandali Cordignano dhe mbrojtja e kombit shqiptar (broszura)
- Veprimi katolik (broszura)
- Me flamujt e Kastriotëve (proza)

## Upamiętnienie
Imieniem Doma Nikollë Mazreku nazwano jedną z ulic w Szkodrze.